# エイシンヒカリ
エイシンヒカリ（欧字名:A Shin Hikari、2011年5月3日 - ）は、日本の競走馬・種牡馬。主な勝ち鞍は2015年の香港カップ、2016年のイスパーン賞。稀代の個性派と呼ばれ、癖馬や破天荒と評された。
エイシンヒカリという馬は公益社団法人日本軽種馬協会が運営するJBISサーチにおいては、同名の競走馬が2頭存在する。
1. エイシンヒカリ（初代）は1978年4月1日生まれの牝馬、鹿児島県産アングロアラブ（血量:25.08%）[12]。父はヤングジヨオー、母はオオナミフブキ、母の父はチヤンピオン[13]。通算成績は64戦7勝、主な勝ち鞍は、1982年園田競馬場の報知新聞社賞[12]。引退後は、繁殖牝馬となり、1999年の銀嶺争覇など13勝を挙げたフジノテイオー（父:スギリンボー）など9頭を生産[14][15]。
2. エイシンヒカリ（2代目）は2011年5月3日生まれの牡馬、北海道新ひだか町産サラブレッド。父はディープインパクト、母はキャタリナ、母の父はストームキャット。通算成績は15戦10勝で重賞4勝、引退後は種牡馬となった。

本項では二代目（2011年5月3日 - ）について記述する。馬名の由来は冠名＋超特急の名称より。

## 経歴

### 3歳
体質の弱さからデビューが遅れ、3歳となった2014年4月26日に、京都競馬場で行われた未勝利戦にて岩田康誠を鞍上に初出走を果たす。芝1800mで行われたデビュー戦ではスタート直後から好位置に付け、レース後半にペースアップし、2着に5馬身差をつけ勝利した 。
2戦目以降は逃げ戦法を採り、5月18日の2戦目、6月7日の3戦目も勝利。無敗のまま臨んだ9月28日の準オープン戦、ムーンライトハンデキャップも逃げ切り勝利を収め、菊花賞の有力候補とも目されたが、距離が長すぎることを理由に菊花賞には出走しなかった。ここまで一貫して芝1800mのレースを戦ってきた。
5戦目となったオープン特別・アイルランドトロフィーは、逃げ馬が不利とされる東京競馬場 (芝2000m) でのレースであった。前半の1000mを58.2秒で通過するハイペースで大逃げを打つが、直線ではコース内側から外側に大きくよれ、外ラチのすぐ側まで達してしまう。それでも、2着に3馬身半の差をつけ勝利し、無敗のまま5連勝を達成した。
重賞初挑戦となった6戦目のチャレンジカップGIIIでは1000m58秒台の逃げを打つも、直線で失速して9着に終わり初黒星を喫した。

### 4歳
その後休養を挟み5カ月ぶりの実戦となった2015年5月16日のオープン特別・都大路ステークス (京都芝1800m) では武豊が手綱を取り、2着グランデッツァに1馬身1/4差を付けて逃げ切って6勝目をあげると、次走の6月14日エプソムカップでは、近走に比べ落ち着いたペースで後続を引きつけての逃げに持ち込むと、直線で内から迫ったサトノアラジンをクビ差退けて優勝、重賞初制覇となった。
続く毎日王冠も逃げ切る形で圧勝し、迎えた天皇賞（秋）。人気をラブリーデイと争う中、エイシンヒカリは最終的には2番人気に支持される。レースでは、スタートから先頭をクラレントに譲る形で、2番手を追走していたが、最後の直線で後退し、9着に惨敗した。
その後は香港に遠征し香港カップに出走。このレースでスタートから逃げ直線も脚が鈍ることなく突き放し優勝、念願のG1制覇を海外G1勝ちの快挙で達成した。この勝利は2015年のワールド・ベスト・レースホース・ランキングで、123ポンドの8位タイと日本馬の中ではトップの評価を受けた。

### 5歳
2016年シーズンは前年の香港カップと同じ舞台で行われる、クイーンエリザベス2世Cを目指したが、調子が合わなかったため、ヨーロッパ遠征を敢行した。大目標を6月15日のプリンスオブウェールズSに定め、前哨戦を5月24日のイスパーン賞とした。
そして迎えたイスパーン賞。連日の悪天候により、荒れた馬場はエイシンヒカリには不利とされ、人気を落としていた。好スタートとともに、鼻を切ろうとするも、ヴァダモスが外から接近し、鼻を奪われ苦しい道中となったが直線を向き、鞍上武豊のゴーサインに応えると、先頭を捉え一気に突き放した。気づけば後続との差は8馬身となっていた。この衝撃的勝利によってワールド・ベスト・レースホース・ランキングの速報ランクで129ポンドを獲得し、カリフォルニアクロームなどを抑え、ジャスタウェイ以来の日本馬単独首位となった。
圧倒的人気で迎えたプリンスオブウェールズステークスは果敢にハナを奪うも、道中かかり早めにスパートをかけたのが仇となり直線失速し、6頭中の最下位6着に終わっている。
帰国後は二度目の挑戦となる天皇賞（秋）を国内最終戦とし、連覇のかかる暮れの香港カップをラストランに引退し種牡馬入りするプランが明らかになった。
迎えた国内最終戦の天皇賞（秋）では逃げ馬にとっては好枠とされる1枠1番を引き当てたことと自身が海外での勝利で見せたパフォーマンスの高さから、前年の惨敗にもかかわらず前年の年度代表馬で同じくここを国内ラストランと明言するモーリスに次ぐ単勝2番人気に推された。レースではスタートからハナを切ると1000m通過60秒8の緩いペースを作るも、終始ラブリーデイにマークされる厳しい展開となり、直線半ばから失速し自身初の2桁着順となる12着に沈んだ。
ラストランとなった12月11日の香港カップでは、天皇賞（秋）でマイルのみならず中距離でも適性を示したモーリスと前年の優勝馬である本馬の一騎打ちの様相を呈し、前走と同じくモーリスに次ぐ2番人気に推された。レース前に放馬し勝手にパドックを周回してしまうアクシデントもあり状態が心配されたがそのまま出走した。レースでは好枠から果敢にハナを切ると、一時はホースオブフォーチュンに競りかけられるも向こう正面ではリードを広げ、直線入り口ではその差7馬身ほどになった。リードを保ったまま直線に向くも、残り200mの地点でモーリスに交わされそのまま失速、10着で入線した。
2017年1月12日付で競走馬登録を抹消された。

## 種牡馬時代
2017年より北海道新ひだか町のレックススタッドにて種牡馬となる。
2020年に産駒がデビュー。5月27日門別競馬第8競走アタックチャレンジで、エイシンシトリンが産駒の初勝利をあげた。
2020年9月16日からはイーストスタッドへ移動。2021年より同地で種牡馬生活を送る。

### 主な産駒
- 2019年産
  - エイシンシュトルム（2021年南部駒賞）
  - エイシンヌウシペツ（2024年サマーカップ）
- 2020年産
  - エイシンケプラー（2022年南部駒賞）[37]
- 2021年産
  - エイシントルペード（2025年早池峰スーパースプリント、岩鷲賞）
- 2022年産
  - エイシンハリアー（2025年兵庫ユースカップ）

## 競走成績
| 年月日     | 競馬場       | 競走名                  | 格       | 距離     | 馬場    | 頭数 | 枠番 | 馬番 | 騎手     | 斤量 | 馬体重 | オッズ （人気） | 着順 | タイム   | 上り3F | 着差 | 1着馬（2着馬）         |
| ---------- | ------------ | ----------------------- | -------- | -------- | ------- | ---- | ---- | ---- | -------- | ---- | ------ | --------------- | ---- | -------- | ------ | ---- | ---------------------- |
| 2014.04.26 | 京都         | 3歳未勝利               |          | 芝1800m  | 良      | 18   | 4    | 7    | 岩田康誠 | 56.0 | 492    | 03.7（1人）     | 1着  | 1:45.7   | 34.3   | -0.8 | （カレンヴィットリア） |
| 0000.05.18 | 京都         | 3歳500万下              |          | 芝1800m  | 良      | 8    | 5    | 5    | 和田竜二 | 56.0 | 488    | 01.2（1人）     | 1着  | 1:45.5   | 34.5   | -0.5 | （コウエイワンマン）   |
| 0000.06.07 | 阪神         | 三木特別                | 1000万下 | 芝1800m  | 良      | 11   | 7    | 8    | 岩田康誠 | 54.0 | 484    | 02.1（1人）     | 1着  | 1:47.8   | 32.8   | -0.6 | （マルタカシクレノン） |
| 0000.09.28 | 阪神         | ムーンライトHC          | 1600万下 | 芝1800m  | 良      | 14   | 5    | 7    | 岩田康誠 | 54.0 | 484    | 01.4（1人）     | 1着  | 1:47.8   | 35.5   | -0.3 | （スミデロキャニオン） |
| 0000.10.19 | 東京         | アイルランドT           | OP       | 芝2000m  | 良      | 8    | 2    | 2    | 横山典弘 | 54.0 | 492    | 01.4（1人）     | 1着  | 1:58.3   | 35.8   | -0.6 | （エックスマーク）     |
| 0000.12.13 | 阪神         | チャレンジC             | GIII     | 芝1800m  | 良      | 12   | 4    | 4    | 岩田康誠 | 56.0 | 498    | 01.9（1人）     | 9着  | 1:46.8   | 36.4   | -0.9 | トーセンスターダム     |
| 2015.05.16 | 京都         | 都大路S                 | OP       | 芝1800m  | 稍重    | 13   | 2    | 1    | 武豊     | 57.0 | 496    | 02.1（1人）     | 1着  | 1:45.7   | 35.0   | -0.2 | （グランデッツァ）     |
| 0000.06.14 | 東京         | エプソムC               | GIII     | 芝1800m  | 良      | 13   | 5    | 6    | 武豊     | 56.0 | 494    | 03.0（2人）     | 1着  | 1:45.4   | 34.6   | -0.0 | （サトノアラジン）     |
| 0000.10.11 | 東京         | 毎日王冠                | GII      | 芝1800m  | 良      | 13   | 8    | 13   | 武豊     | 56.0 | 500    | 04.9（1人）     | 1着  | 1:45.6   | 34.0   | -0.2 | （ディサイファ）       |
| 0000.11.01 | 東京         | 天皇賞（秋）            | GI       | 芝2000m  | 良      | 18   | 5    | 9    | 武豊     | 58.0 | 500    | 04.3（2人）     | 9着  | 1:59.1   | 34.7   | -0.7 | ラブリーデイ           |
| 0000.12.13 | 沙田         | 香港C                   | G1       | 芝2000m  | 良      | 13   | 12   | 11   | 武豊     | 57.2 | 504    | 38.0（9人）     | 1着  | R2:00.60 |        | -0.2 | （Nuovo Record）       |
| 2016.05.24 | シャンティイ | イスパーン賞            | G1       | 芝1800m  | collant | 9    | 3    | 3    | 武豊     | 58.0 | -      | 7.23（4人）     | 1着  | 1:53.29  |        |      | (Dariyan)              |
| 0000.06.15 | アスコット   | プリンスオブウェールズS | G1       | 芝2000m  | 重      | 6    | 4    | 1    | 武豊     | 57.0 | -      | 1.67（1人）     | 6着  |          |        |      | My Dream Boat          |
| 0000.10.30 | 東京         | 天皇賞（秋）            | GI       | 芝2000m  | 良      | 15   | 1    | 1    | 武豊     | 58.0 | 502    | 04.5（2人）     | 12着 | 2:00.6   | 35.5   | -1.3 | モーリス               |
| 0000.12.11 | 沙田         | 香港C                   | G1       | 芝2000ｍ | 良      | 12   | 1    | 1    | 武豊     | 57.0 | 513    | 4.1（2人)       | 10着 | 2:02.18  |        | -1.2 | モーリス               |

1. ↑  馬場状態の区分は国によって異なる。日本では4段階だが、フランスでは馬場状態を10通りに区分しており、「collant」は馬場状態が柔らかい方から3番目にあたる。ペネトロメーターと呼ばれる貫入試験（1 kgの鏃状の円錐形の物体を1メートルの高さから地面に落下させ、何cm刺さるかを測る。多く刺さる（数値が大きい）ほど地面が柔らかいことになる。）を行い、4.2 cmから4.5 cmの沈み込みが「collant」となる。「collant」はしばしば「slow」「holding」などと英訳され、フランスの競馬主催者による英語表記は「holding」。イギリスやアメリカの馬場状態の区分には「holding」という表記はなく、アメリカのレーシング・ポストでは「Heavy」と訳している。ただし、フランスの主催者が「heavy」と英訳するのは「collant」よりも一段階柔らかい「lourd」である。アメリカの芝競馬には「Heavy」という馬場表記はなく、イギリスでは7段階でいちばん柔らかいのが「Heavy」である。詳しくは馬場状態を参照。[38][39][40][41]

- タイム欄のRはレコード勝ちを示す

## 血統表
| エイシンヒカリの血統            | エイシンヒカリの血統                                   | エイシンヒカリの血統 | （血統表の出典）     | （血統表の出典） |
| 父系                            | サンデーサイレンス系                                   | サンデーサイレンス系 | サンデーサイレンス系 | [ § 2 ]          |
| 父 ディープインパクト 2002 鹿毛 | 父の父*サンデーサイレンス Sunday Silence 1986 青鹿毛   | Halo 1969            | Hail to Reason       | Hail to Reason   |
| 父 ディープインパクト 2002 鹿毛 | 父の父*サンデーサイレンス Sunday Silence 1986 青鹿毛   | Halo 1969            | Cosmah               |                  |
| 父 ディープインパクト 2002 鹿毛 | 父の父*サンデーサイレンス Sunday Silence 1986 青鹿毛   | Wishing Well 1975    | Understanding        | Understanding    |
| 父 ディープインパクト 2002 鹿毛 | 父の父*サンデーサイレンス Sunday Silence 1986 青鹿毛   | Wishing Well 1975    | Mountain Flower      |                  |
| 父 ディープインパクト 2002 鹿毛 | 父の母*ウインドインハーヘア Wind in Her Hair 1991 鹿毛 | Alzao 1980           | Lyphard              | Lyphard          |
| 父 ディープインパクト 2002 鹿毛 | 父の母*ウインドインハーヘア Wind in Her Hair 1991 鹿毛 | Alzao 1980           | Lady Rebecca         |                  |
| 父 ディープインパクト 2002 鹿毛 | 父の母*ウインドインハーヘア Wind in Her Hair 1991 鹿毛 | Burghclere 1977      | Busted               | Busted           |
| 父 ディープインパクト 2002 鹿毛 | 父の母*ウインドインハーヘア Wind in Her Hair 1991 鹿毛 | Burghclere 1977      | Highclere            |                  |
| 母 *キャタリナ 1994 芦毛        | 母の父Storm Cat 1983                                   | Storm Bird 1978      | Northern Dancer      | Northern Dancer  |
| 母 *キャタリナ 1994 芦毛        | 母の父Storm Cat 1983                                   | Storm Bird 1978      | South Ocean          |                  |
| 母 *キャタリナ 1994 芦毛        | 母の父Storm Cat 1983                                   | Terlingua 1976       | Secretariat          | Secretariat      |
| 母 *キャタリナ 1994 芦毛        | 母の父Storm Cat 1983                                   | Terlingua 1976       | Crimson Saint        |                  |
| 母 *キャタリナ 1994 芦毛        | 母の母Calolina Saga 1980                               | Caro 1967            | *フォルティノ        | *フォルティノ    |
| 母 *キャタリナ 1994 芦毛        | 母の母Calolina Saga 1980                               | Caro 1967            | Chambord             |                  |
| 母 *キャタリナ 1994 芦毛        | 母の母Calolina Saga 1980                               | Key to the Saga 1975 | Key to the Mint      | Key to the Mint  |
| 母 *キャタリナ 1994 芦毛        | 母の母Calolina Saga 1980                               | Key to the Saga 1975 | Sea Saga             |                  |
| 母系(F-No.)                     | (FN:16-g)                                              | (FN:16-g)            | (FN:16-g)            | [ § 3 ]          |
| 5代内の近親交配                 | Northern Dancer 5×4                                    | Northern Dancer 5×4  | Northern Dancer 5×4  | [ § 4 ]          |
| 出典                            | 1. 2. 3. 4.                                            | 1. 2. 3. 4.          | 1. 2. 3. 4.          | 1. 2. 3. 4.      |

配合
父ディープインパクトと、母の父ストームキャットの組み合わせは、2013年の日本ダービーを制したキズナや、同年の桜花賞馬アユサン、2014年エリザベス女王杯優勝馬ラキシスと共通している。
兄姉・近親
半姉エーシンクールディ（父Distorted Humor）は、GRANDAME-JAPAN2011及び2012古馬シーズンチャンピオンで、仔に2020年のフェアリーS、ターコイズS優勝馬スマイルカナがいる。
半兄のエーシンシャラク（父タイキシャトル）は、早池峰スーパースプリント勝馬で種牡馬。
叔父にSir Beaufort（サンタアニタHほか）がいる。